# مسئله (n) جسم
مسئله (n) جسم (انگلیسی: N-body problem) در فیزیک، مشکل پیش‌بینی حرکت‌های فردی گروهی از اجرام آسمانی است که با یکدیگر تعامل گرانشی دارند. تمایل به درک حرکت خورشید، ماه، سیاره‌ها و ستارگان مرئی آسمان دیدن هستند در قرن ۲۰، عامل رسیدن به درک پویایی سیستم‌های ستاره‌ای خوشه‌ای کروی به یک مسئله مهم (n) جسم تبدیل شد. مسئله (n) جسم در نسبیت عام به دلیل عوامل اضافی مانند اعوجاج‌های زمان و مکان به‌طور قابل توجهی مشکل‌تر است.
مسئلهٔ فیزیکی کلاسیک را می‌توان به‌صورت غیررسمی به شرح زیر بیان کرد:
با توجه به خصوصیات مداری شبه ثابت (موقعیت لحظه‌ای، سرعت و زمان) از یک گروه از اجرام آسمانی، نیروهای تعاملی آنها را می‌توان پیش‌بینی کرد. و در نتیجه، حرکت مداری واقعی آنها را برای همه زمان‌های آینده پیش‌بینی کرد.
مسئله دو جسم به‌طور کامل حل شده‌است و در زیر بحث می‌شود، و همچنین مشکل مشهور محدودیت در سه جسم.